# Flöde (musikalbum)
Flöde är ett musikalbum av Per Gudmundson och Björn Ståbi, utgivet 2004 av Giga Folkmusik.

## Låtlista
Alla låtar är traditionella om inget annat anges.
1. "Steklåt efter Tjäder Hans, efter Petters Erik" – 1:39
2. "Omvända vallåtspolskan efter Blecko Anders Olsson" – 1:52
3. "Hambreuspolskan efter Gössa Anders" – 2:00
4. "Polska efter Dal Jerk" – 2:16
5. "Vals efter Dal Jerk" – 2:07
6. "Polska efter Petters Erik" – 2:24
7. "Polska efter Perols Gudmund" – 1:53
  - Solo: Per Gudmundson
8. "Kungs Levis brudmarsch av Kungs Levi Nilsson" – 2:40
9. "Köpmanpolska" – 2:54
10. "Dal Jerks skänklåt efter Dal Jerk" – 2:37
11. "Bäcken, polska av Funk Anders" – 3:05
12. "Sjuplåtarlåten, polska efter Lars Törnlund" – 2:22
13. "Pellar Annas polska efter Gössa Anders" – 2:11
14. "Orsa brudmarsch på gammalt vis efter Gubb Olof" – 2:29
15. "Polska efter Jämt Olof" – 1:56
  - Solo: Björn Ståbi
16. "Polska efter Blecko Anders" – 1:35
  - Solo: Björn Ståbi
17. "Lottalåten av Per Gudmundson" – 2:57
18. "Vispolska efter Erik Björk" – 1:41
19. "Mariannas vals av Björn Ståbi" – 3:01
20. "Polska efter Höök Olle" – 3:08
  - Solo: Per Gudmundson
21. "Gånglåt efter Gössa Anders d.ä." – 1:45
22. "Pellar mor, polska efter Erik Höst" – 2:01
23. "Lapp-Nilsvals efter Olle Falk" – 2:07
24. "Polska av Emil Olsson" – 2:14
  - Solo: Björn Ståbi
25. "Alftapolskan efter Myr Hans" – 1:52

Total tid: 57:26

## Medverkande
- Per Gudmundson – fiol (melodi: 1, 4–6, 9, 11, 17, 18)
- Björn Ståbi – fiol (melodi: 2, 3, 8, 10, 12–14, 19, 21–23, 25)